# Egid von Kobell
Pour les articles homonymes, voir Kobell.
Egid ou Aegid von Kobell (1772-1847) est un homme politique bavarois.
Fils du peintre Ferdinand Kobell et oncle de l'écrivain Franz Ritter von Kobell, il est membre du Conseil de Régence grec à la fin de la minorité du roi Othon Ier (1834-1835). Il exerce ensuite différentes fonctions politiques en Bavière.